# Hovmålare

Las Meninas. Målning av hovmålaren Diego Velázquez som bland annat föreställer honom själv under arbete.

Hovmålare är en konstnär som främst målar för en monark. De utgjorde ofta en del av ett hov.
Hovmålare har funnits sedan 1200-talets mitt. Ett exempel var Jan van Eyck som anställdes som hovmålare 1427 av Filip III av Burgund. Från 1500-talet fanns i Västeuropa även kvinnliga hovmålare.